# Divisione Centrale
La Divisione Centrale è una divisione delle isole Figi con 342 386 abitanti (al censimento del 2007), che ha come capoluogo Suva.
La divisione è costituita dalla parte orientale dell'isola di Viti Levu, la principale delle isole Figi, e altre piccole isole, incluse Beqa, Mbengga e Yanutha.
Confina a ovest con la Divisione Occidentale e ha confini marittimi con la Divisione Orientale e la Divisione Nord.
La divisione include gran parte della Confederazione Kubuna e parte della Confederazione Burebasaga, due delle tre confederazioni storiche delle Figi.

## Province
- Naitasiri
- Namosi
- Rewa
- Serua
- Tailevu

| Controllo di autorità | ISNI (EN) 0000 0004 0594 8271 |